# Paolo Boselli
Paolo Boselli (Savona, 1838 — Roma, 1932) foi um político italiano. Ocupou o cargo de primeiro-ministro da Itália entre 18 de Junho de 1916 até o dia 29 de Outubro de 1917.